# Accordo Paulet-Newcombe

Confini nella regione del lago di Tiberiade e delle alture del Golan, che mostrano i confini ottomani, l'accordo del 1920 e l'accordo del 1923

L'accordo Paulet–Newcombe o Linea Paulet-Newcombe, fu un accordo del 1923 tra i governi del Regno Unito e della Francia per quanto riguardava la posizione e la natura del confine tra i mandati di Palestina e Mesopotamia, attribuito al Regno Unito, e il mandato su Siria e Libano attribuito alla Francia.
Insieme ad un accordo preliminare del 1920, questi sono noti come accordi di confine franco-britannici.

## Accordi del dicembre 1920
Il confine tra i vicini mandati britannici e francesi venne inizialmente definito a grandi linee nel 1920 dalla "Convenzione franco-britannica su alcuni punti collegati ai mandati per la Siria, il Libano, la Palestina e la Mesopotamia", firmato Parigi dall'ambasciatore britannico, Charles Hardinge e il Ministro degli Esteri francese, Georges Leygues, il 23 dicembre 1920. Quell'accordo pose la maggior parte delle alture del Golan nella sfera francese.
Il trattato creò anche una commissione congiunta per regolare i dettagli precisi del confine e tracciarli sul terreno.

## Accordi del marzo 1923
La commissione presentò la sua relazione finale il 3 febbraio 1922, comprendente una serie di emendamenti. Le modifiche includevano:
- Il confine nord-est veniva spostato verso ovest (riducendo l'area della Palestina) per evitare di dividere le terre dell'emiro Mahmud El-Fa'ur di Quneitra[3]
- Il confine settentrionale venne spostato verso nord (aumentando l'area della Palestina) per includere l'intero lago di Tiberiade e la valle di Yarmuk.[3]

Il 7 marzo 1923 fu approvato, con alcune modifiche, dai governi francese e britannico, alcuni mesi prima che Regno Unito e Francia assumessero le loro responsabilità di mandatari il 29 settembre 1923.
Gli accordi fissarono la linea del confine tra la Siria e la Palestina (ora confine tra Siria ed Israele) tra Mar Mediterraneo e la città di Al-Hamma. L'accordo del 1923 prende il nome dal tenente colonnello francese N. Paulet e dal tenente colonnello britannico S. F. Newcombe, che furono nominati a guidare la Commissione per i confini.